# Curitiba Predadores
O Curitiba Predadores é uma equipe de futebol americano brasileira, sediada em Curitiba. A equipe nasceu na região metropolitana de Curitiba, mas migrou para a capital logo em seguida. A fundação do Predadores é resultado da união de atletas com grande experiência na modalidade full-pads, o futebol americano jogado com equipamentos bem próximos aos dos atletas profissionais que atuam na NFL, a liga de futebol americano dos Estados Unidos.
Possui filiação à AFAB e à FPFA. Apenas em seu segundo ano de vida, o Predadores é o atual vice-campeão do Paranaense da categoria. Disputou o Paraná Bowl IV contra o Coritiba Crocodiles, no dia 20 de Maio de 2012. A partida foi disputada sob o olhar de 2500 espectadores, no campo do Imperial Futebol Clube, em Curitiba. O placar final foi Coritiba Crocodiles 36 x 11 Curitiba Predadores. O MVP da final foi o running back J. Bauer, do Predadores.